# ریچ مور
ریچ مور (انگلیسی: Rich Moore؛ زادهٔ ۱۰ مهٔ ۱۹۶۳) یک کارگردان انیمیشن، فیلم‌نامه‌نویس، کارگردان و صداپیشه اهل ایالات متحده آمریکا است. وی علاوه‌بر کارگردانی فیلم‌های رالف خرابکار، زوتوپیا و رالف اینترنت را خراب می‌کند در ساخت مجموعه‌های تلویزیونی پویانمایی مانند سیمپسون‌ها، منتقد و فیوچراما نیز فعالیت داشته‌است. او توانسته دوبار برندهٔ جایزه امی، سه بار برندهٔ جایزه آنی و یک بار هم برندهٔ جایزه اسکار شود.
وی به همراه بایرون هاوارد کارگردانی فیلم زوتوپیا را بر عهده داشته است.

## اوایل زندگی
مور در آکسنارد ایالت کالیفرنیا بزرگ شده‌است. وی در موسسه هنرهای کالیفرنیا تحصیل و توانست در سال ۱۹۸۷ و با مدرک کارشناسی هنرهای زیبا از آن‌جا فارغ‌التحصیل شود. در همان زمان او فیلمی دانشجویی با نام سر چارلی براون را برایم بیاورید و به کارگردانی جیم ریردون را روایت کرد. از هم‌دانشگاهی‌های او می‌توان به اندرو استنتون، برندا چپمن و جیم ریردون اشاره کرد.